# Ливингстон (округ, Миссури)
Округ Ливингстон (англ. Livingston County) — округ штата Миссури, США. Население округа на 2009 год составляло 14 235 человек. Административный центр округа — город Чилликоте.

## История
Округ Ливингстон основан в 1837 году.

## География
Округ занимает площадь 1385,6 км².

## Демография
Согласно оценке Бюро переписи населения США, в округе Ливингстон в 2009 году проживало 14 235 человек. Плотность населения составляла 10,3 человек на квадратный километр.